# Glória Menezes
Gloria Menezes (Pelotas, 19 ottobre 1934) è un'attrice brasiliana.

## Biografia
Dopo gli esordi in teatro, è diventata a partire dal 1963 una delle attrici brasiliane televisive più popolari, con le sue partecipazioni in telenovele. Ha al suo attivo anche ruoli cinematografici, tra cui quello di Rosa, in La parola data. 
Per quasi 60 anni moglie del collega Tarcisio Meira, suo partner in molte produzioni televisive (tra cui 2-5499 Ocupado, la prima telenovela brasiliana in assoluto), ha avuto da lui il figlio Tarcísio Filho, che ha seguito le orme dei genitori. L'attrice ha anche altri due figli, nati da un precedente matrimonio.
Nel 2004 ha ottenuto il Troféu Mário Lago, insieme al marito.

## Filmografia

### Televisione
- 2-5499 Ocupado (Excelsior) (1963)
- Uma Sombra em Minha Vida (Excelsior) (1964)
- Eu e Você (Excelsior) (1964)
- A Deusa Vencida (Excelsior) (1965)
- Pedra Redonda, 39 (Excelsior) (1965)
- Almas de Pedra (Excelsior) (1966)
- Sangue e Areia (1967)
- O Grande Segredo (Excelsior) (1967)
- Passo dos Ventos (1968)
- Rosa Rebelde (1969)
- Irmãos Coragem (1970)
- O Homem que Deve Morrer (1971)
- O Semideus (1973)
- Cavalo de Aço (1973)
- O Grito (1975)
- Espelho Mágico (telenovela interna Coquetel de Amor) (1977)
- Pai Herói (1979)
- Jogo da Vida (1981)
- Adamo contro Eva (Guerra dos sexos, 1983)
- Corpo a Corpo (1984)
- Brega e Chique (1987)
- Tarcísio e Glória (1988)
- Rainha da Sucata (1990)
- Deus nos Acuda (1992)
- A Próxima Vítima (1995)
- Vira-Lata (1996)
- Torre di Babele (Torre de Babel, 1998)
- Porto dos Milagres (1998)
- Mundo VIP (2001)
- O Beijo do Vampiro (2002)
- Senhora do Destino (2004)
- Da Cor do Pecado (2004)
- Um Só Coração (2004)
- Pagine di vita (Páginas da Vida, 2006)
- Episódio Especial (2008)
- A Favorita (2008)
- Cama de Gato (2010)
- Louco por Elas (2012)
- Joia Rara (2014)

### Cinema
- La parola data (O pagador de promessas) (1962)
- Lampião, o Rei do Cangaço (1964)
- Máscara da Traição (1969)
- Independência ou Morte (1972)
- O Descarte (1973)
- O Caçador de Esmeraldas (1979)
- Para Viver um Grande Amor (1984)